# Horst Deinert
Horst Deinert (* 1957 in Moers) ist ein deutscher Fachbuchautor und Fortbildungsreferent zu Fragen des Betreuungsrechtes.
Er erwarb 1978 den Diplomgrad Verwaltungswirt der Fachhochschule für öffentliche Verwaltung Nordrhein-Westfalen, 1990 das verwaltungswissenschaftliche Diplom der Verwaltungs- und Wirtschaftsakademie Bochum und 1994 den Diplomgrad als Sozialarbeiter der evangelischen Fachhochschule Bochum. Von 1978 bis 2016 war er hauptberuflich bei der Stadt Duisburg im Jugendamt beziehungsweise als Personalrat im Beamtenverhältnis tätig.

## Werke
- Handbuch der Betreuungsbehörde. Köln 1992, Neuauflagen 1994, 2006, 2014 (ab 3. Auflage mit Guy Walther), ISBN 978-3-8462-0261-6, Neuauflage 2023.
- Arbeitshilfe für Betreuungsvereine. Frankfurt/Main 1993, Neuauflage 1996, ISBN 3170067761
- Die Vergütung des Betreuers. Köln 1999, Neuauflagen 2000, 2002, 2005, 2008, 2012, 2019 (mit Kay Lütgens), ISBN 978-3-846208410, Neuauflage 2024 in Vorb.
- Die Haftung des Betreuers. Köln 2004, Neuauflagen 2007, 2017 (mit Kay Lütgens, Sybille M. Meier), ISBN 978-3-89817-594-4, Neuauflage 2024 in Vorb.
- Das Recht der psychisch Kranken. Köln 2000, Neuauflage 2006 (2. Auflage mit Wolfgang Jegust), ISBN 978-3-89817-477-0
- Todesfall- und Bestattungsrecht. Köln 2002, Neuauflagen 2005, 2007, 2010, 2014, 2021 (Neuauflagen bis 2014 mit Wolfgang Jegust), ISBN 978-3936057690
- Overheadfoliensatz Betreuungsrecht. Köln 1993, Neuauflagen 1996, 1999, 2006, ISBN 3980600718
- HK-BUR Gesetzessammlung zum Betreuungsrecht. 11. Auflage 2020 (Mitautor Axel Bauer), ISBN 978-3811406520, Neuauflage 2022
- Handbuch Betreuungsrecht. 2. Auflage 2016 (mit Sybille M. Meier), ISBN 978-3811452022, Neuauflage 2024 in Vorb.
- Steuerrecht für Betreuer und Betreute. (mit Hans-Jürgen Römer), Köln 2012, ISBN 978-3846201190
- Heimrecht. Sammlung bundes- und landesrechtlicher Regelungen. Köln 2012, ISBN 978-3846201329
- Heidelberger Kommentar zum Betreuungs- und Unterbringungsrecht (HKBUR). Heidelberg 1994 (Loseblattwerk), ISBN 978-3-8114-2270-4
- Beamtenrecht in Nordrhein-Westfalen (Gesetzestexte mit Einleitung). 2016, 3. Aufl. 2019, ISBN 9783749469185

Darüber hinaus verfasste Deinert zahlreiche Fachzeitschriftenbeiträge zum Familien- und Betreuungsrecht in BtPrax, FamRZ, BtMan, JurBüro, FuR, Rpfleger und anderen Zeitschriften.